# IC 341
IC 341 је емисиона маглина у сазвјежђу Бик која се налази на листи објеката дубоког неба у Индекс каталогу.
Деклинација објекта је + 22° 0' 0" а ректасцензија 3h 40m 0,0s. IC 341 је још познат и под ознакама CED 19B.